# Аастеярв
Аастеярв або Аастаярв (ест. Aastejärv або Aastajärv) — озеро в Естонії, що розташоване на острові Сааремаа. 